# Accomack County
Accomack County är ett administrativt område i delstaten Virginia, USA, med 33 164 invånare. Den administrativa huvudorten (county seat) är Accomac. 

## Geografi
Enligt United States Census Bureau så har countyt en total area på 3 393 km². 1 179 km² av den arean är land och 2 214 km² är vatten. 

### Angränsande countyn
- Somerset County, Maryland - nordväst
- Worcester County, Maryland - nordost
- Northampton County - syd
- Middlesex County - väst
- Lancaster County - väst
- Northumberland County - väst